# Losing Grip
"Losing Grip" je četvrti i posljednji singl (osim u Australiji i Novom Zelandu gdje je "Mobile" bio objavljen) kanadske pjevačice Avril Lavigne s njezinog prvog albuma Let Go. Pjesma je bila objavljena u kasnom proljeću 2003. godine, nakon uspjeha pjesme "I’m With You". Pjesmu su napisali i producirali Lavigne i Clif Magness. Avril je izjavila da je to njezina omiljena pjesma s albuma.
Singl je 22. rujna 2003. godine dobio zlatnu certifikaciju od RIAA-e.

## Uspjeh na ljestvicama
Pjesma "Losing Grip" je jedna od Lavigninih najslabije plasiranih singlova u SAD-u, nakon "Fall to Pieces", "The Best Damn Thing", "Hot" i "Alice". Plasirala se tek na 64. poziciji ljestvice Billboard Hot 100. U Belgiji (Valonija) i Nizozemskoj pjesma je bila hit plasirajući se u najboljih 10 na navedenim ljestvicama.

## Videospot
Videospot za pjesmu "Losing Grip" je uživo nastup, u kojem njen sastav i ona sviraju na pozornici. Na kraju spota Lavigne se baci na publiku i ona ju nosi.

## Nagrade
Pjesma "Losing Grip" je 2004. godine bila nominirana na nagradu Grammy u kategoriji za najbolju žensku rock vokalnu izvedbu, ali je ta nagrada tada pripala Sheryl Crow za pjesmu "Steve McQueen".

## Popis pjesama
Australski CD singl
1. "Losing Grip" (albumska verzija)
2. "I'm With You" (uživo)
3. "Unwanted" (uživo)
4. "Losing Grip" (glazbeni video)

Britanski CD singl
1. "Losing Grip" (albumska verzija)
2. "Losing Grip" (uživo)
3. "Naked" (uživo)
4. "Losing Grip" (glazbeni video)

Francuski CD singl
1. Losing Grip
2. Losing Grip (uživo)

Američki i Britanski promotivni singl
1. "Losing Grip" (albumska verzija)

## Ljestvice
| Ljestvice (2003.)     | Najviša pozicija |
| --------------------- | ---------------- |
| Australija            | 20               |
| Austrija              | 40               |
| Belgija (Flandrija)   | 48               |
| Belgija (Valonija)    | 4                |
| Nizozemska            | 8                |
| Njemačka              | 43               |
| Irska                 | 18               |
| Švicarska             | 49               |
| UK                    | 22               |
| SAD ARC Chart Top 40  | 6                |
| SAD Billboard Hot 100 | 64               |

| Država | Certifikacija | Prodaja |
| ------ | ------------- | ------- |
| SAD    | zlatna        | 500.000 |